# Frontera entre el Japó i Corea del Sud
La frontera entre el Japó i Corea del Sud consisteix en un segment marítim a l'estret de Corea. La delimitació d'aquesta frontera és definida per 35 punts enumerats a l'«Acord entre el Japó i la República de Corea », un tractat internacional signat el 2 de setembre de 1977. Aquests punts són els següents :
- Punt 1 32°57.0'N 127°41.1'E
- Punt 2 32°57.5'N 127°41.9'E
- Punt 3 33°01.3'N 127°44.0'E
- Punt 4 33°08.7'N 127°48.3'E
- Punt 5 33°13.7'N 127°51.6'E
- Punt 6 33°16.2'N 127°52.3'E
- Punt 7 33°45.1'N 128°21.7'E
- Punt 8 33°47.4'N 128°25.5'E
- Punt 9 33°50.4'N 128°26.1'E
- Punt 10 34°08.2'N 128°41.3'E
- Punt 11 34°13.0'N 128°47.6'E
- Punt 12 34°18.0'N 128°52.8'E
- Punt 13 34°18.5'N 128°53.3'E
- Punt 14 34°24.5'N 128°57.3'E
- Punt 15 34°27.6'N 128°59.4'E
- Punt 16 34°29.2'N 129°00.2'E
- Punt 17 34°32.1'N 129°00.8'E
- Punt 18 34°32.6'N 129°00.8'E
- Punt 19 34°40.3'N 129°03.1'E
- Punt 20 34°49.7'N 129°12.1'E
- Punt 21 34°50.6'N 129°13.0'E
- Punt 22 34°52.4'N 129°15.8'E
- Punt 23 34°54.3'N 129°18.4'E
- Punt 24 34°57.0'N 129°21.7'E
- Punt 25 34°57.6'N 129°22.6'E
- Punt 26 34°58.6'N 129°25.3'E
- Punt 27 35°01.2'N 129°32.9'E
- Punt 28 35°04.1'N 129°40.7'E
- Punt 29 35°06.8'N 130°07.5'E
- Punt 30 35°07.0'N 130°16.4'E
- Punt 31 35°18.2'N 130°23.3'E
- Punt 32 35°33.7'N 130°34.1'E
- Punt 33 35°42.3'N 130°42.7'E
- Punt 34 36°03.8'N 131°08.3'E
- Punt 35 36°10.0'N 131°15.9’E

Aquesta línia és traçada a equidistància dels territoris amb un revés per les illes japoneses de Tsushima. El límit sud acaba entre l'illa coreana de Jeju-do i les illes Gotō. El punt 35 corresponent a la frontera del nord es troba a 71 quilòmetres de les Roques de Liancourt la sobirania de les quals és qüestionada.
El tractat també va definir zones de desenvolupament en el mar de la Xina Oriental fins a la latitud 28 ° 36'N. El 2013, tots dos països van ingressar contribucions sota l'extensió de la plataforma continental més enllà de 200 milles.